# Femininomenon
Femininomenon è un singolo della cantautrice statunitense Chappell Roan, pubblicato il 12 agosto 2022 come quinto estratto dal primo album in studio The Rise and Fall of a Midwest Princess.

## Descrizione
Femininomenon è stata descritta dalla critica specializzata come una canzone alt-pop, dance pop e new wave con influenze electroclash. Il brano si apre con sonorità lente tipiche di una ballata, con strumenti a corde e pianoforte; il tono di drammaticità si innalza durante la strofa e sfocia nel ritornello, segnalato dal suono di un motore, prima che dei partano dei sintetizzatori.
Nel testo Chappell Roan si lamenta di un ex-partner che non era in grado di soddisfarla e immagina uno scenario ideale che la vede al fianco di una donna. La cantante ha definito Femininomenon una canzone queer e «da pigiama party».

## Accoglienza
Olivia Horn, scrivendo per Pitchfork, ha definito Femininomenon un «mostro di Frankenstein» in grado di coniugare lo stile di canto di Lorde, gli ad lib di Kesha e l'insensato riferimento a Papa John's Pizza.

## Tracce
Testi e musiche di Kayleigh Rose Amstutz, Dan Nigro e Mike Wise.
1. Femininomenon – 3:39

## Classifiche
| Classifica (2024) | Posizione massima |
| ----------------- | ----------------- |
| Canada            | 69                |
| Stati Uniti       | 66                |